# American Memorial Park

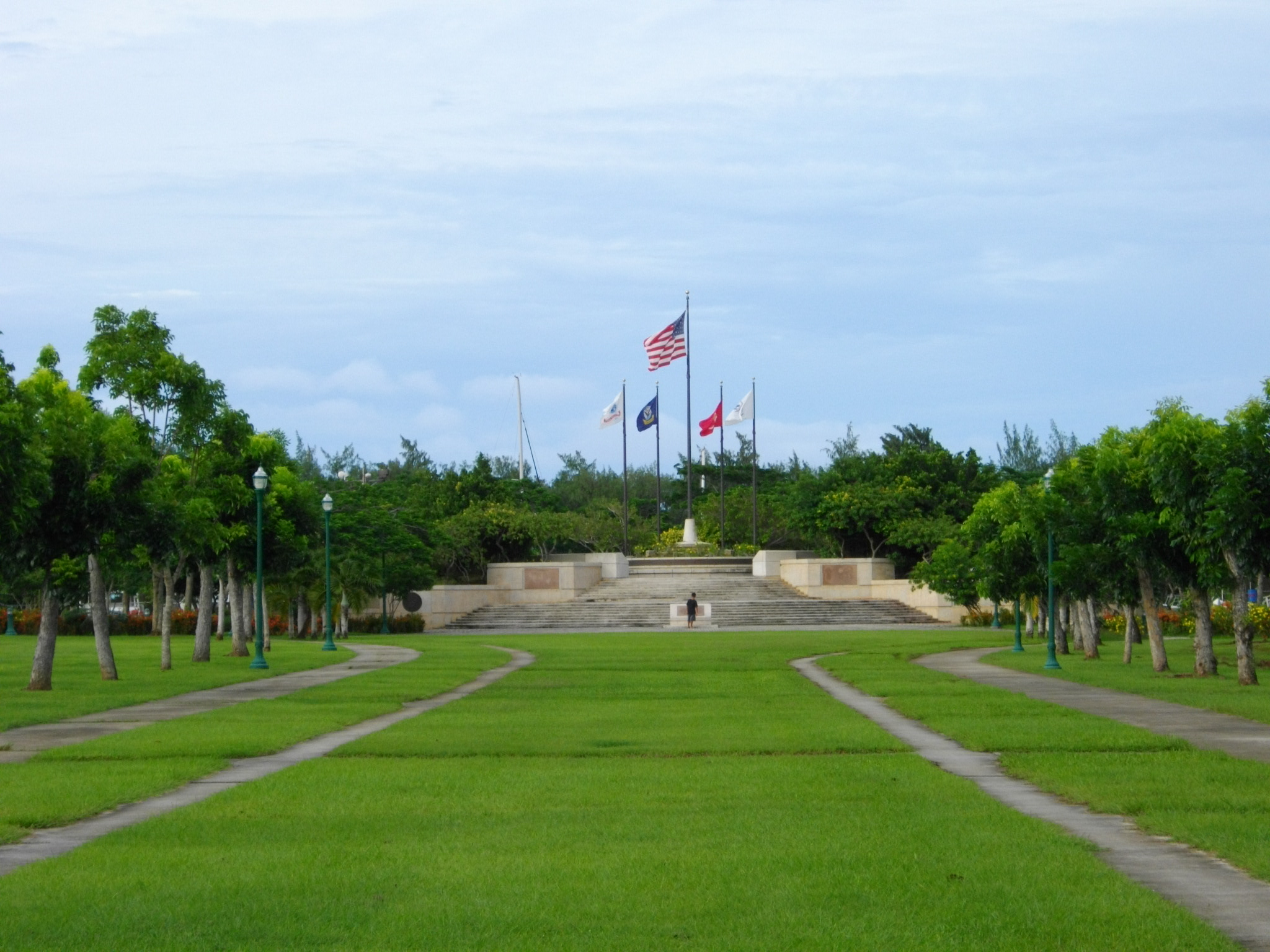
American Memorial Park

American Memorial Park − położony na Saipanie na Marianach Północnych teren otoczony ochroną prawną jako pomnik, upamiętniający żołnierzy amerykańskich, którzy zginęli w walkach o archipelag Marianów podczas II wojny światowej. W czasie walk zginęło w czerwcu 1944 roku 4 tysiące osób, załogi wojskowej i mieszkańców wyspy.
Na terenie parku znajduje się muzeum upamiętniające walki i ofiary, pomnik i miejsca rekreacyjne. Parkiem zarządzają władze Wspólnoty Marianów Północnych we współpracy z amerykańską Służbą Parków Narodowych.